# Férfi hármasugrás a 2015. évi nyári európai ifjúsági olimpiai fesztiválon
A 2015. évi nyári európai ifjúsági olimpiai fesztiválon az atlétikai versenyszámokat Tbilisziben rendezték. A férfi hármasugrás döntőjét július 31.-én rendezték.

## Rekordok
A versenyt megelőzően a következő rekordok voltak érvényben:
| Ifjúsági világrekord | Lázaro Mártínez (Kuba)          | 17.24 m |
| EYOF rekord          | Anvar Zeynalzade (Azerbajdzsán) | 15.56 m |

## Döntő
| H     | Név                   | Nemzet           | 1            | 2            | 3            | 4            | 5            | 6            | E     | Mj |
| ----- | --------------------- | ---------------- | ------------ | ------------ | ------------ | ------------ | ------------ | ------------ | ----- | -- |
| Arany | Enzo Hodebar          | Franciaország    | 15.17 (-1,4) | 15.24 (-1,7) | 14.86 (-0,7) | 15.17 (-0,6) | x            | x            | 15.24 |    |
| Ezüst | Razvan Cristian Grecu | Románia          | x            | 13.75 (-1,3) | x            | 14.59 (-0,8) | x            | 15.03 (0,0)  | 15.03 | PB |
| Bronz | Andrea Dallavalle     | Olaszország      | x            | 14.67 (-1,2) | 14.74 (-0,9) | 14.35 (-0,5) | -            | 14.60 (-0,5) | 14.74 |    |
| 4     | Eneko Carrascal Korta | Spanyolország    | 14.02 (-2,4) | 14.36 (-1,4) | x            | x            | 14.46 (+0,6) | x            | 14.46 |    |
| 5     | Andreas Pantazis      | Görögország      | 13.94 (+0,9) | 14.36 (-0,4) | x            | 14.09 (-1,1) | x            | 14.33 (+1,6) | 14.36 | SB |
| 6     | Ilya Veramchuk        | Fehéroroszország | x            | x            | 13.99 (-0,6) | x            | 14.08 (0,0)  | x            | 14.08 |    |
| 7     | Eduard Sardaian       | Oroszország      | 13.60 (0,0)  | 13.81 (-2,7) | 13.84 (-0,8) | 13.62 (-1,7) | 13.84 (-0,3) | x            | 13.84 |    |
| 8     | Joni Heikkinen        | Finnország       | 13.37 (-1,4) | 13.56 (-2,1) | x            | 13.49 (-1,1) | x            | x            | 13.56 |    |
| 9     | Yadulla Ibrahimov     | Azerbajdzsán     | x            | 13.43 (-1,5) | 13.30 (-1,5) |              |              |              | 13.43 |    |
| 10    | Tine Suligoj          | Szlovénia        | 13.26 (-1,3) | x            | x            |              |              |              | 13.26 |    |